# Agarista subcordata
Agarista subcordata là một loài thực vật có hoa trong họ Thạch nam. Loài này được (Dunal) Judd mô tả khoa học đầu tiên năm 1984.